# سوسن أرزي
السوسن الأرزي (باللاتينية: Iris cedreti) هو أحد أنواع السوسن من الفصيلة السوسنية.

## الموئل والانتشار
ينتشر في بلاد الشام وتركيا.

## الوصف النباتي
النبات معمر ينتشر بالجذامير.